# Kostiantyniwka (rejon czerkaski)
Kostiantyniwka (ukr. Костянтинівка) – wieś na Ukrainie, w obwodzie czerkaskim, w rejonie czerkaskim. W 2001 liczyła 2749 mieszkańców, spośród których 2633 posługiwało się językiem ukraińskim, 110 rosyjskim, 1 mołdawskim, 1 niemieckim, a 4 innym.

## Urodzeni
- Serhij Szaptała